# Обара Хітомі
Обара Хітомі (яп. 小原日登美, 4 січня 1981 — 18 липня 2025) — японська борчиня, олімпійська чемпіонка, семиразова чемпіонка світу, дворазова чемпіонка Азії.

## Життєпис
Боротьбою почала займатися з 1989 року.
Виступала за спортивний клуб Сил самооборони Японії. Тренер — Кендзі Фудзікава.

## Спортивні результати на міжнародних змаганнях

### Виступи на Олімпіадах
| Змагання                    | Збірна | Вагова категорія          | Місце  |
| --------------------------- | ------ | ------------------------- | ------ |
| Літні Олімпійські ігри 2012 | Японія | жіноча боротьба, до 48 кг | Золото |

### Виступи на Чемпіонатах світу
| Змагання                        | Збірна | Вагова категорія          | Місце  |
| ------------------------------- | ------ | ------------------------- | ------ |
| Чемпіонат світу з боротьби 2000 | Японія | жіноча боротьба, до 51 кг | Золото |
| Чемпіонат світу з боротьби 2001 | Японія | жіноча боротьба, до 51 кг | Золото |
| Чемпіонат світу з боротьби 2005 | Японія | жіноча боротьба, до 51 кг | Золото |
| Чемпіонат світу з боротьби 2006 | Японія | жіноча боротьба, до 51 кг | Золото |
| Чемпіонат світу з боротьби 2007 | Японія | жіноча боротьба, до 51 кг | Золото |
| Чемпіонат світу з боротьби 2008 | Японія | жіноча боротьба, до 51 кг | Золото |
| Чемпіонат світу з боротьби 2010 | Японія | жіноча боротьба, до 48 кг | Золото |
| Чемпіонат світу з боротьби 2011 | Японія | жіноча боротьба, до 48 кг | Золото |

### Виступи на Чемпіонатах Азії
| Змагання                       | Збірна | Вагова категорія          | Місце  |
| ------------------------------ | ------ | ------------------------- | ------ |
| Чемпіонат Азії з боротьби 2000 | Японія | жіноча боротьба, до 51 кг | Золото |
| Чемпіонат Азії з боротьби 2005 | Японія | жіноча боротьба, до 51 кг | Золото |

### Виступи на Азійських іграх
| Змагання           | Збірна | Вагова категорія          | Місце  |
| ------------------ | ------ | ------------------------- | ------ |
| Азійські ігри 2010 | Японія | жіноча боротьба, до 48 кг | Бронза |

### Виступи на Кубках світу
| Змагання                    | Збірна | Вагова категорія          | Місце  |
| --------------------------- | ------ | ------------------------- | ------ |
| Кубок світу з боротьби 2001 | Японія | жіноча боротьба, до 51 кг | Золото |
| Кубок світу з боротьби 2004 | Японія | жіноча боротьба, до 51 кг | Золото |
| Кубок світу з боротьби 2006 | Японія | жіноча боротьба, до 51 кг | Срібло |
| Кубок світу з боротьби 2011 | Японія | жіноча боротьба, до 48 кг | Срібло |
| Кубок світу з боротьби 2012 | Японія | жіноча боротьба, до 48 кг | Золото |

### Виступи на інших змаганнях
| Змагання                 | Збірна | Вагова категорія          | Місце  |
| ------------------------ | ------ | ------------------------- | ------ |
| Східноазійські ігри 2001 | Японія | жіноча боротьба, до 51 кг | Золото |